# Манатуту
Манатуту (порт. Manatuto) — місто і підрайон в Східному Тиморі.

## Географія
Розташоване на північному узбережжі острова Тимор, за 87 км на схід від столиці країни, міста Ділі та за 60 км на захід від міста Баукау по автомобільній дорозі. Є адміністративним центром району Манатуту.

## Населення
Населення підрайону за даними на 2012 рік становить 12 555 осіб ; за даними на 2004 рік воно налічувало 10 449 осіб . Велика частина населення говорить на мові галолі, широко поширений також мова тетум. Середній вік населення становить 19,4 років .

## Економіка
Основні с/г культури, вирощувані населенням Манатуту включають рис, маніок, кукурудзу, кокосовий горіх, каву і овочі.